# Never Say Never: The Remixes
Never Say Never: The Remixes is het tweede remixalbum van Justin Bieber. Hij werd uitgebracht op 14 februari 2011. Dit is enkele dagen na de première van de film Justin Bieber: Never Say Never die een schets weergeeft hoe Justin Bieber van heel erg laag tot de top is gekomen. Het album bevat ook een aantal geremixte songs van z'n album My World 2.0. Enkele artiesten die mee hebben gewerkt aan het album zijn: Jaden Smith, Rascal Flatts, Miley Cyrus, Usher, Chris Brown & Kanye West. Er staat ook een volledig nieuw lied op, namelijk Born To Be Somebody.

## Nummers
Notitie:
Nummer 2: "That Should Be Me" werd op de Europese versie vervangen door Stuck In The Moment featuring Tyga.
| Nr. | Titel                                                              | Schrijver(s) | Producer(s)                      | Duur |
| --- | ------------------------------------------------------------------ | --- | -------------------------------- | ---- |
| 1.  | Never Say Never (featuring Jaden Smith)                            | Adam Messinger, Nasri Atweh, Justin Bieber, Thaddis Harrell, Jaden Smith, Omarr Rambert | The Messengers                   | 3:49 |
| 2.  | That Should Be Me (Remix featuring Rascal Flatts)                  | Atweh, Messinger, Luke Boyd, Bieber | The Messengers                   | 3:51 |
| 3.  | Somebody to Love (Remix featuring Usher)                           | Jonathan Yip, Jeremy Reeves, Ray Romulus, Heather Bright, Bieber | The Stereotypes                  | 3:43 |
| 4.  | Up (Remix featuring Chris Brown)                                   | Atweh, Messinger, Bieber | The Messengers                   | 3:56 |
| 5.  | Overboard (Live) (featuring Miley Cyrus)                           | Waynne Nugent, Kevin Risto, Dapo Torimiro, Taurian Shropshire, Bieber | Midi Mafia, Dapo Torimiro        | 5:08 |
| 6.  | Runaway Love (Kanye West Remix) (featuring Kanye West and Raekwon) | Melvin Hough II, Rivelino Wouter, Timothy Thomas, Theron Thomas, Bieber, Dalvin DeGrate, Donald DeGrate, Dennis Coles, Robert Diggs, Gary Grice, Lamont Hawkins, Isaac Hayes, Jason Hunter, Russell Jones, David Porter, Clifford Smith, Corey Woods | Mel & Mus                        | 4:47 |
| 7.  | Born to Be Somebody                                                | Diane Warren | Jan Smith, Brandon Blue Hamilton | 3:08 |